# Osojnik (Semič, Slovenija)
Osojnik je naselje u slovenskoj Općini Semiču. Osojnik se nalazi u pokrajini Dolenjskoj i statističkoj regiji Donjoposavskoj regiji. 

## Stanovništvo
Prema popisu stanovništva iz 2002. godine naselje je imalo 104 stanovnika.